# Nydia Velázquez
Nydia Margarita Velázquez, née le 28 mars 1953 à Yabucoa (Porto Rico), est une femme politique américaine, élue démocrate de l'État de New York à la Chambre des représentants des États-Unis depuis 1993.

## Biographie
Nydia Velázquez est originaire de Porto Rico. Diplômée de l'université de Porto Rico puis de l'université de New York, elle devient enseignante à l'université de Porto Rico (de 1976 à 1981) puis à l'université de la ville de New York (entre 1981 et 1983).
Elle est élue au conseil municipal de New York en 1983 mais elle est battue deux ans plus tard. En 1986, elle dirige le bureau de la migration au sein du département du travail de Porto Rico. En 1989, elle devient directrice du département des affaires porto-ricaines aux États-Unis.
En 1992, elle est élue à la Chambre des représentants des États-Unis dans le 12e district de New York avec 76,5 % des voix. Elle est depuis réélue tous les deux ans avec plus de 83 % des suffrages (dans le 7e district depuis 2012).